# Dumbéa
Dumbéa ist eine Gemeinde in der Südprovinz in Neukaledonien. Sie ist mit 35.873 Einwohnern (Stand 2019) die zweitgrößte Gemeinde der Inseln.

## Lage
Sie liegt größtenteils auf der Hauptinsel Grande Terre, aber auch die Île aux Chèvres vor der Ducos-Halbinsel und weitere kleine Inseln vor der Küste gehören dazu. Dumbéa liegt in der Nachbarschaft zu Nouméa und gehört somit in Teilen zum Großraum Nouméa. Die Orte in Dumbéa sind: Dumbéa (Hauptort), Koutio, Nondoué, Yahoué.
Die höchste Erhebung ist der Mont Dzumac mit 1250 m. Der tropische Primärwald der Koghis-Berge beherbergt 12 der 16 endemischen Tierarten Neukaledoniens. Durch die Gemeinde fließt der Fluss Dumbéa, der die Hauptstadt Nouméa mit Trinkwasser versorgt.

## Geschichte

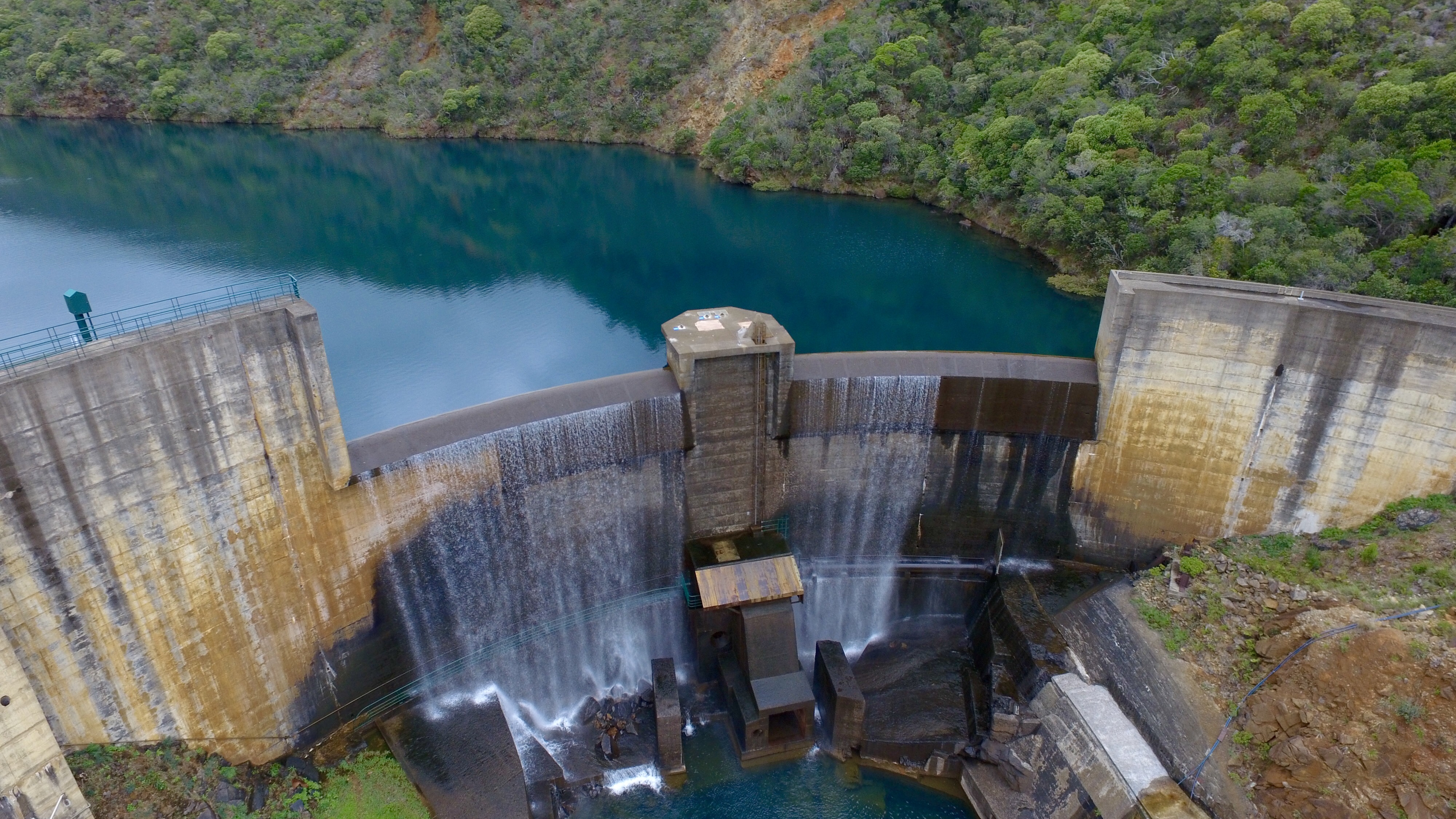
Dumbéa-Staudamm von 1972

Die ersten französischen Siedler ließen sich am 18. Dezember 1858 im Gebiet des heutigen Dumbéa nieder, das von den Kanak bewohnt war. Ihnen wurden von der Kolonialverwaltung zwei Landkonzessionen von 3000 ha und 570 ha gewährt, auf denen sie Zuckerrohr anbauten. Nachdem sich herausgestellt hatte, dass die Vergabe so großer Konzessionen dem Staat nicht den erwünschten wirtschaftlichen Erfolg einbrachte, beschloss der Gouverneur stattdessen die Ansiedlung von zahlreichen Kolonisten mit Konzessionen von 25 ha. Als deren Zahl angewachsen war, wurde am 4. Juli 1868 ein Erlass zur Delimitierung von Dumbéa verabschiedet, der die Finanzierung der ersten Infrastrukturprojekte erlaubte. 1880 wurde ein Rathaus und eine Schule eröffnet, die im selben Gebäude untergebracht waren. Am 24. September 1864 hatte der Franzose Jules Garnier am Ufer des Dumbéa-Flusses einen nickelhaltigen Stein gefunden und damit den wichtigsten Rohstoff Neukaledoniens entdeckt. Nach ihm wurde das Nickelerz Garnierit benannt. Bereits 1877 gab es um Dumbéa 17 Nickelminen, jedoch alle nur von geringer Größe. Im Jahr 1890 zählte Dumbéa nur 408 Einwohner, die vorwiegend in den kleinen Nickelminen beschäftigt waren. Von 1892 bis 1894 wurde am Dumbéa-Fluss ein erster Staudamm zur Wasserversorgung von Nouméa gebaut. 1904 wurde eine Bahnstrecke nach Nouméa eröffnet, die 1914 nach Païta verlängert wurde. Sie diente vor allem dem Transport von Nickel und wurde bis Ende 1939 betrieben. Nach Schließung der Minen und dem Wegzug vieler asiatischer Arbeitskräfte sank die Einwohnerzahl bis 1951 auf 143 ab. Eine Redynamisierung erfolgte erst, nachdem 1961 mit dem Gesetz der Dezentralisation in Neukaledonien „Gemeinden“ geschaffen wurden. 1972 wurde ein neuer Staudamm mit einer Höhe von 26,5 m errichtet. 1980 wurde in Dumbéa der heute älteste Golfplatz Neukaledoniens eröffnet. 1982 gab es 974 Wohnungen, einige Stadtviertel waren noch nicht an das Strom- und Wassernetz angeschlossen. 1988 wurde im Ort wieder eine Gendarmerie etabliert, 1989 der erste Hypermarkt Neukaledoniens eröffnet. Im Jahr 2000 wurde mit dem Lycée du Grand Nouméa die größte Sekundarschule Neukaledoniens errichtet. Sie wurde 2020 nach dem kanakischen Politiker Dick Ukeiwë umbenannt. Im Mai 2024 wurde der Hypermarkt mit einer Fläche von 34 000 m² bei Ausschreitungen radikaler Indépendantisten geplündert, in Brand gesteckt und komplett zerstört.

## Bevölkerung
Die Bevölkerungsentwicklung hing sehr stark von der wirtschaftlichen Entwicklung ab. Die Einwohnerzahl hat sich von 2004 bis 2019 fast verdoppelt. Eine ähnliche Entwicklung wird bis 2034 erwartet.
| Jahr      | 1951 | 1956 | 1963 | 1969  | 1976  | 1983  | 1989   | 1996   | 2004   | 2009   | 2014   | 2019   |
| Einwohner | 143  | 284  | 463  | 1.304 | 4.191 | 5.538 | 10.052 | 13.888 | 18.602 | 24.103 | 31.812 | 35.873 |

| Ethnische Verteilung | Ethnische Verteilung | Ethnische Verteilung | Ethnische Verteilung |        |
| -------------------- | -------------------- | -------------------- | -------------------- | ------ |
| Kanaken              | Europäer             | Polynesier           | Gemischt             | Andere |
| 29,6 %               | 19,1 %               | 18,2 %               | 14,5 %               | 18,5   |

## Stadtentwicklung

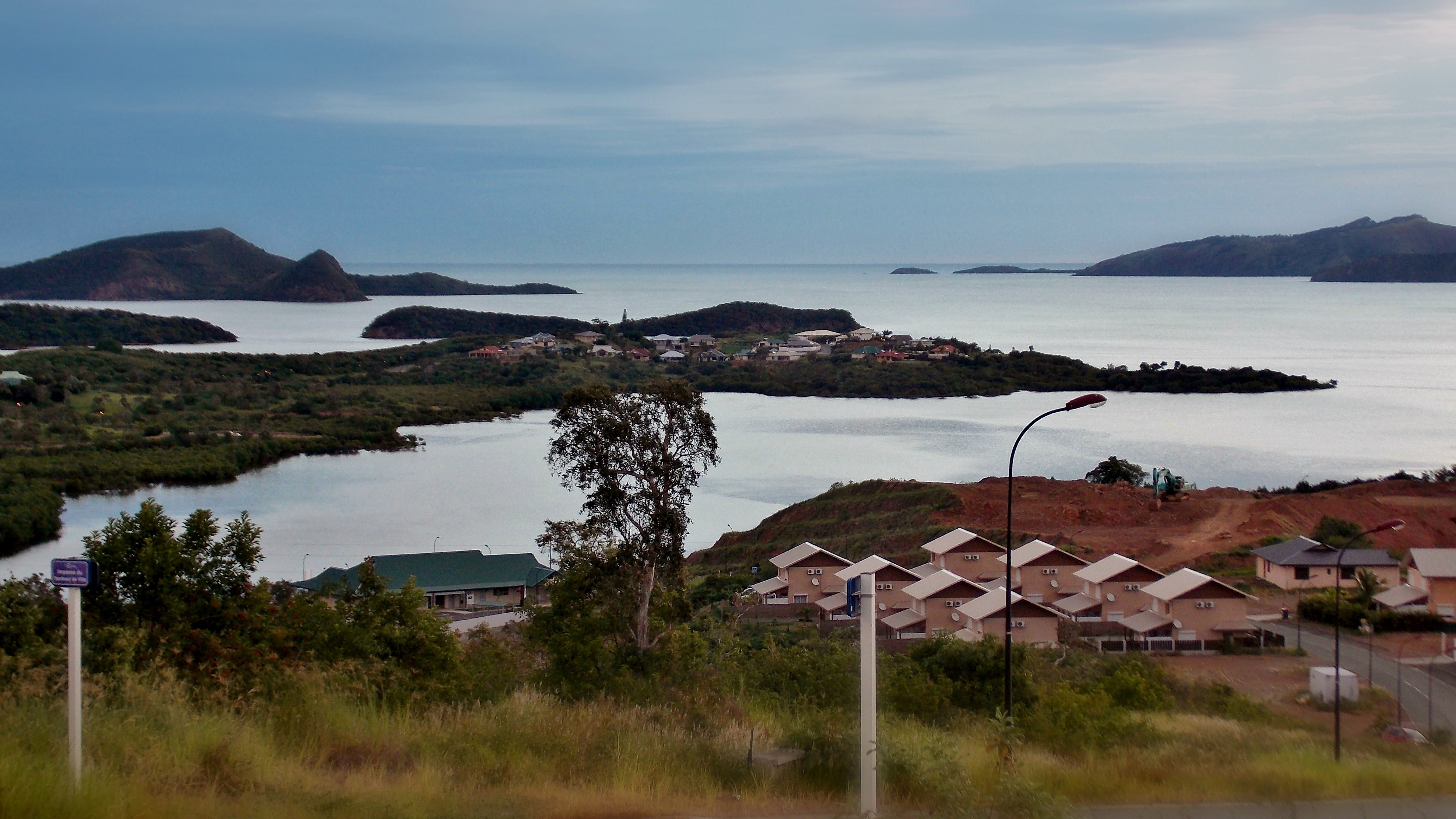
Zone d'aménagement concerté in Dumbéa-sur-mer

Mit der Schaffung der größten „Zone d’Aménagement Concerté“ (ZAC) (abgestimmtes Raumplanungsgebiet) Frankreichs in Dumbéa wurde eine rapide wirtschaftliche Entwicklung in Gang gesetzt. Ein neuer Stadtteil für 22.000 Einwohner, Dumbéa-sur-mer, wird seit 2010 auf ehemaligen Weideflächen entlang der Koutio-Bucht errichtet, mit 7000 Wohneinheiten (davon 51 % sozialer Wohnbau), mehreren Schulen, einem Freizeithafen und einer Esplanade am Meer. Ein weiteres Stadtviertel, „Panda“, entsteht am Rand der Bergkette. Es bietet neben 2000 Baugrundstücken einen Industriepark mit 400 Gewerbeflächen. In Koutio wurde Mitte der 2010er Jahre ein neues Stadtzentrum mit neuem Rathaus, einem 650-Betten Krankenhaus (Médipôle de Koutio), Gymnasium, Mediathek, olympischem Schwimmbad, dem größten Multiplex-Kino und dem größten Einkaufszentrum Neukaledoniens, Dumbéa Mall, errichtet. Eine Buslinie (Néobus) verbindet die neuen Stadtviertel mit dem 13 km entfernten Stadtzentrum von Nouméa. Für 2026 ist der Bau eines achtstöckigen Gebäudekomplexes mit zahlreichen Geschäften und Restaurants einschließlich integrierter Schlittschuhbahn, Skipiste und Skatepark geplant. Der gesamte Energiebedarf soll autonom durch Photovoltaikanlagen erzeugt werden.

## Veranstaltungen

### Fête de Dumbéa
Im Parc Fayard, dem großen Stadtpark am Rand des Dumbéa-Flusses, findet seit 1990 jährlich im April das zweitägige Stadtfest „Fête de Dumbéa“ statt, das auch viele Besucher aus Nouméa anzieht. Dabei treten rund einhundert Künstler auf und präsentieren Darbietungen in Tanz, Musik, Theater und Kampfkunst. Eine Besonderheit stellt die Zubereitung eines Riesen-Omeletts aus 8400 Eiern dar. Es wird von der in historischen Uniformen gekleideten Bruderschaft „Chevaliers de l’omelette géante“ zubereitet und verteilt. Darüber hinaus werden auf dem Fest verschiedene weitere Aktivitäten organisiert, wie eine Miss-Wahl oder ein Kokosnuss-Schälwettbewerb.

### Plantathlon
Im Norden der Gemeinde findet ein besonderer Wettlauf mit verschiedenen Distanzen (5 km, 10 km und 15 km) statt, durch den ökologische Projekte umgesetzt werden. Die Teilnehmer werden durch ein Terrain geschickt, das ökologisch geschädigt ist. Sie haben die Aufgabe, während des Laufs Samen auszuwerfen, um damit zur Wiederbegrünung der Umgebung beizutragen. Mit den Einnahmen aus dem Startgeld wird außerdem ein Wiederaufforstungsprojekt entlang des Flusses finanziert. Diese seit 2022 als Plantathlon bezeichnete Aktion wurde bereits 2015 ins Leben gerufen.